# Летняя школа в Шиннекок-Хилс
Летняя школа в Шиннекок-Хилс (англ. Shinnecock Hills summer school) — частная художественная школа, существовавшая на рубеже XX века в местечке Шиннекок-Хилс, штат Нью-Йорк, США, созданная художником и педагогом Уильямом Чейзом.

## История

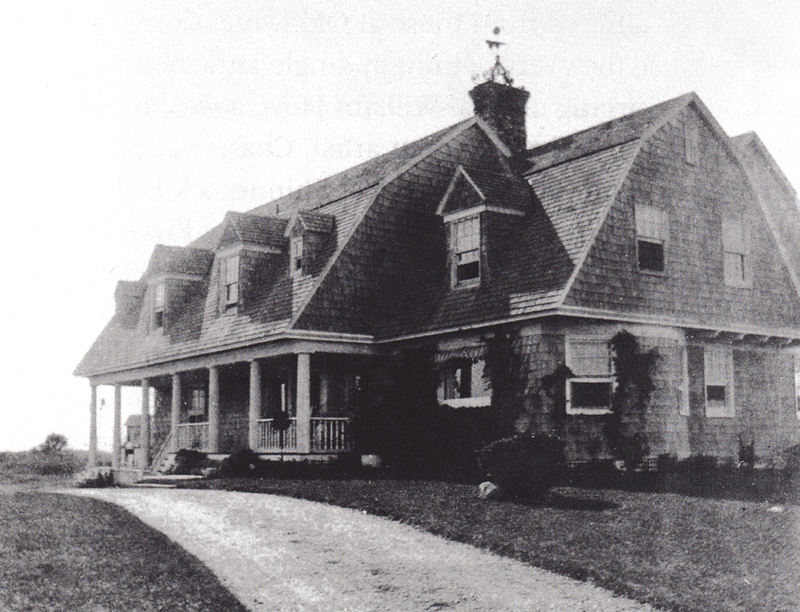
Дом Уильяма Чейза в Шиннекок-Хилс, 1895 год

В 1890 году Чейз решил создать первую в Соединённых Штатах летнюю художественную школу, посвященную пленэрной живописи. Эту идею ему подала миссис  William S. Hoyt, состоятельная художница-любитель, дочь Салмона Чейза — министра финансов при президенте Линкольне, которая проводила лето в Шиннекок-Хилс. На следующий год Уильям Чейз при финансовой поддержке Samuel Longstreth Parrish и миссис Henry Kirke Porter организовал эту школу, которая находилась в живописном месте на берегу залива.
Уильям Чейз был руководителем и преподавателем школы, которая стала важным художественным объектом на Лонг-Айленде. Сюда могли приехать как студенты, так и зрелые художники со всех уголков страны, чтобы изучать пленэрную живописи под руководством мэтра американского искусства. Одновременно в домах фермеров, рыбаков, а также отдельных коттеджах проживало до 150 человек, порядка 30 из них составляли женщины. Среди выпускников школы были известные художники — Джозеф Стелла, Говард Кристи, Эмма Эйлерс, Рокуэлл Кент; Marshall Fry; а также архитекторы — Джон Поуп, Гросвенор Аттербери, Кэтрин Бадд.
В 1902 году Чейз ушел с поста директора школы и в 1903 году она закрылась. Несмотря на свою недолгую историю, школа дала возможность выражения новой формы американской пейзажной живописи. На примере этой, в Соединённых штатах были созданы другие школы пленэра: в Кейп-Коде, штат Массачусетс; в Мендоте, штат Миннесота; в Carmel-by-the-Sea, штат Калифорния.
Уильям Чейз написал ряд работ, посвященных окружающей Шиннекок-Хилс природе. Многие здания в Шиннекок-Хилс остались такими же, как были в начале XX века.

Виды Шиннекок-Хилс, Уильям Чейз
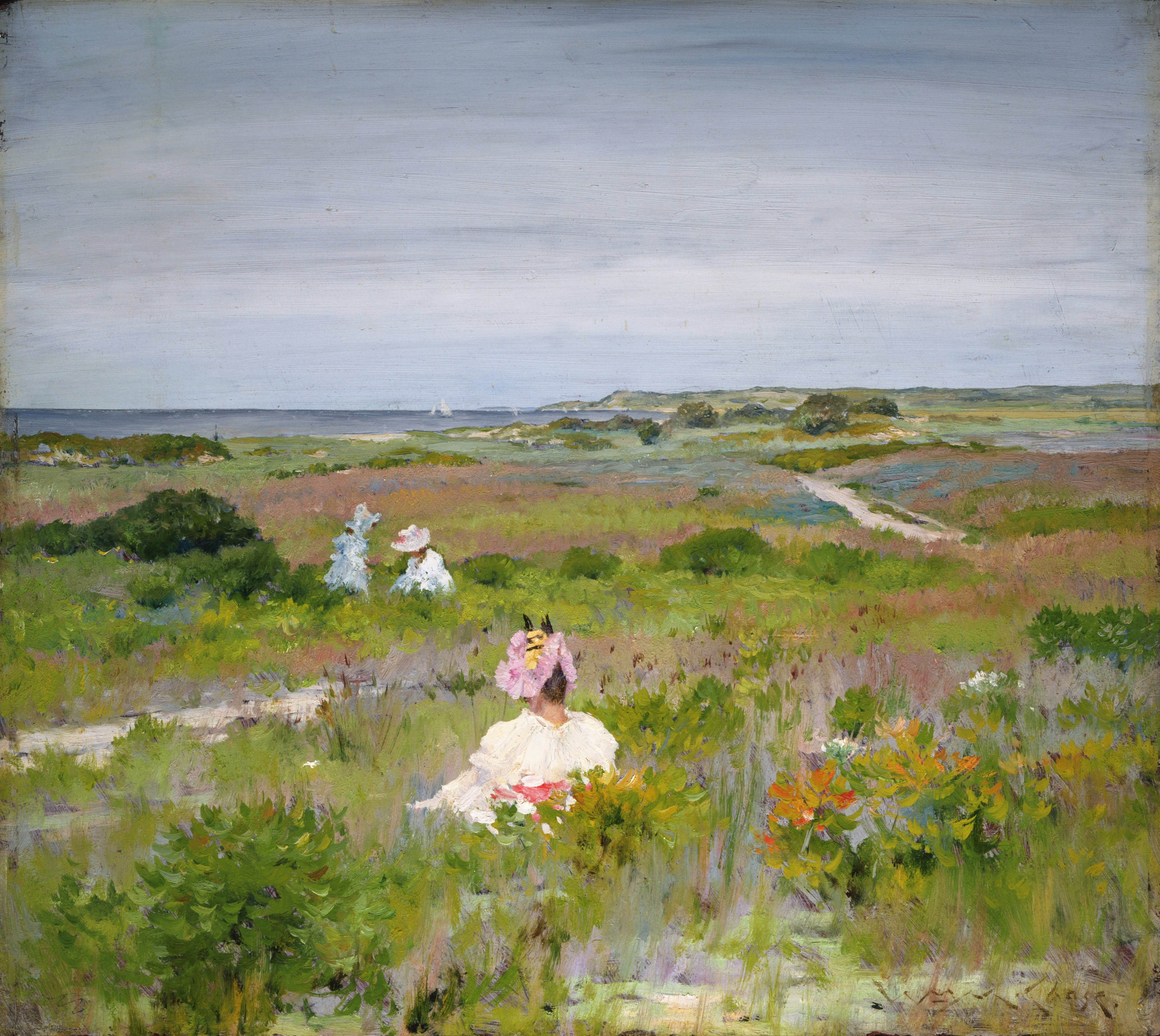
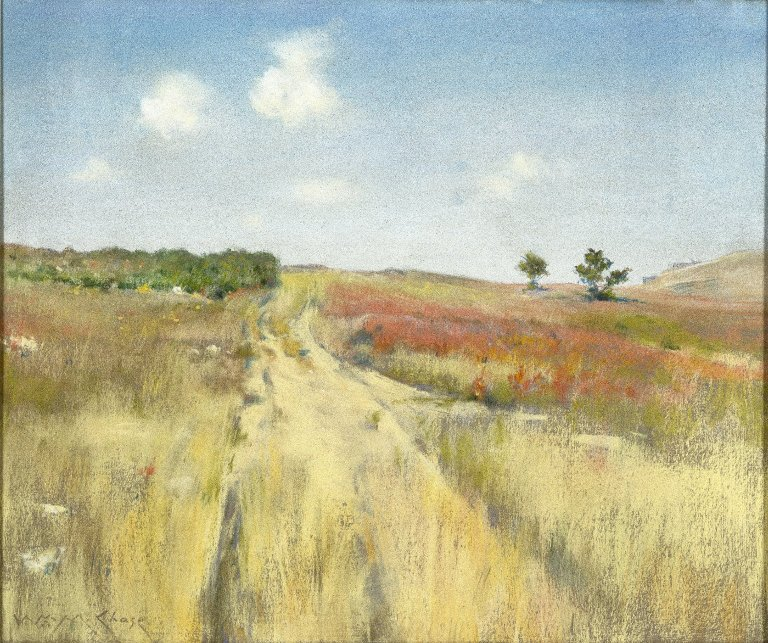
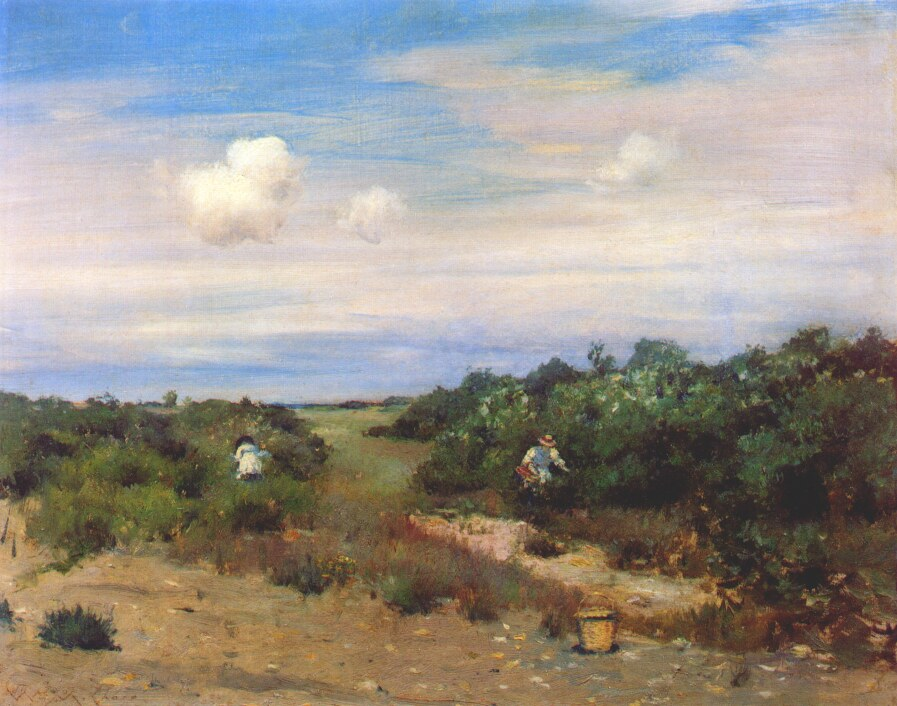